# Terry Black (Basketballspieler)
Terence „Terry“ Black (* 15. Juni 1978 in Milwaukee) ist ein ehemaliger US-amerikanischer Basketballspieler.

## Werdegang
Nach seiner Zeit an der Messmer High School in Milwaukee gewann Black mit der Mannschaft des Indian Hills Community College 1998 und 1999 den Meistertitel in der National Junior College Athletic Association (NJCAA). Mit beiden Meistermannschaften wurde er später in die Ruhmeshalle der Hochschule aus dem Bundesstaat Iowa aufgenommen. Von 1999 bis 2001 studierte und spielte er an der Baylor University in Texas. Auch dort hinterließ er bleibenden Eindruck, was sich durch die 2015 erfolgte Ehrung als Mitglied von Baylors Ruhmeshalle ausdrückte.
Als Berufsbasketballspieler war Black zunächst in Italien bei BC Ferrara und in Südkorea für die Changwon Sakers tätig. Nach der Rückkehr in sein Heimatland und mehreren Einsätzen für die Adirondack Wildcats in der United States Basketball League (USBL) holte ihn Trainer Don Beck zum deutschen Bundesligisten EWE Baskets Oldenburg. Beck überzeugten insbesondere die Stärken seines Landsmann in der Verteidigung. Black zeichnete ebenfalls große Sprungkraft aus. Er wurde in Oldenburg ein Publikumsliebling.
Nach zwei Jahren in Oldenburg spielte er 2005 in den Vereinigten Staaten kurz für die Dakota Wizards in der Continental Basketball Association (CBA). Mitte Januar 2006 wurde Black vom Bundesligisten Telekom Baskets Bonn verpflichtet. Im Sommer 2006 kehrte er nach Oldenburg zurück. Für die Niedersachsen bestritt er bis Mai 2007 die letzten seiner insgesamt 109 Bundesliga-Einsätze. Er spielte in seinem Heimatland wieder in der USBL, diesmal für die Jackson Wildcats. Blacks letzter Verein im Berufsbasketball war ab Oktober 2007 der finnische Erstligist Joensuun Kataja.
Im August 2011 erlangte er an der Baylor University einen Hochschulabschluss. Zugunsten des Basketballsports hatte er Anfang der 2000er Jahre noch darauf verzichtet, sein Studium zu vollenden. Black wurde in Texas Mitarbeiter eines Unternehmens für Fahrzeugdienstleistungen und betätigte sich in der Nachwuchsarbeit als Basketballtrainer. Sein Sohn Anthony Black schaffte 2023 den Sprung in die National Basketball Association (NBA).